# Enallagma truncatum
Enallagma truncatum é uma espécie de libelinha da família Coenagrionidae.
É endémica de Cuba.
Os seus habitats naturais são: lagos de água doce intermitentes e marismas de água doce.
Está ameaçada por perda de habitat.